# Thierry II (roi)
Pour les articles homonymes, voir Thierry II et Thierry.
Thierry II ou Théodoric II, né en 587 et mort en 613 à Metz, est un prince mérovingien, roi de Bourgogne (capitale : Chalon) de 596 à 613, roi d'Austrasie (capitale : Metz) de 612 à 613.
Sa grand-mère paternelle Brunehilde (Brunehaut) meurt peu de temps après lui, ce qui met fin à la longue période de guerres entre rois et reines francs commencée en 570.

## Biographie

### Famille, mariage, descendance
Il est le fils de Childebert II, roi d'Austrasie de 575 à 595, roi de Burgondie (Chalon) de 592 à 595, fils de Brunehilde et de Sigebert Ier, roi d'Austrasie ; la mère de Thierry est la reine Faileube. À cette époque, le roi de Neustrie est un parent, Clotaire II, fils de Chilpéric Ier (mort en 585) et de Frédégonde (morte en 597).
Élevé en Alsace[réf. nécessaire], Thierry devient roi de Burgondie à la mort de son père, tandis que son frère aîné Thibert II (585-612) devient roi d'Austrasie. La régence revient à la reine Brunehaut, qui s'installe d'abord à la cour d'Austrasie, mais elle en est chassée et il la reçoit à ses côtés en même temps que sa sœur Thidilane.
Thierry a eu des enfants de ses relations avec plusieurs concubines, notamment quatre fils :
- Sigebert ;
- Childebert ;
- Chramn (en latin Corbus) ;
- Mérovée.

Cela lui vaut d'être blâmé par saint Colomban, qui refuse de bénir ses enfants sous le prétexte qu'ils sont « nés de prostituées ».
Un mariage avec une fille du roi wisigoth d'Espagne Wittéric a été engagé en 607, mais a abouti à un échec (cf. infra).

### De 595 au retour de Brunehaut[3]
En 600, Thibert et Thierry font alliance contre Clotaire et le vainquent à Dormelles, près de Montereau. Clotaire est privé de la plus grande partie de son royaume, qui est partagé entre les deux frères : Thierry reçoit les territoires entre Seine et Loire, contiguës à son royaume.
Vers 600, Brunehaut est chassée de la cour de Metz et se réfugie auprès de Thierry, accompagnée de Théodeline, sœur de Thierry.

### Sous la tutelle de Brunehaut

#### Le majorat de Protadius (603-605)
De 603 à 605, le maire du palais de Burgondie est Protadius, un aristocrate d'origine gallo-romaine fidèle de Brunehaut. Leur politique de renforcement du pouvoir royal et d'accroissement de la pression fiscale est mal perçue par la plupart des grands. Protadius est éliminé en 605 au cours d'une campagne militaire.

#### Le mariage de Thierry et d'Ermenberge (607)
En 607, est projeté le mariage de Thierry avec la princesse Ermenberge, fille du roi wisigoth Wittéric, dont le royaume est adjacent à celui de Thierry par la Septimanie (actuel Languedoc). Ce mariage prolongerait une tradition puisque Brunehaut est elle-même une Wisigothe, fille d'Athanagild, de même que sa sœur Galswinthe, mariée en 566 à Chilpéric, morte en 570, dans des conditions suspectes.
Thierry envoie à Tolède l'évêque de Lyon Arigius et le connétable Eborin, qui s'engagent au nom de Thierry à ce qu'Ermenberge ne sera jamais privée de son statut de reine (sans doute en référence à l'épisode de Galswinthe).
Cependant, les choses ne se déroulent pas comme prévu : la cérémonie n'a pas lieu, Ermenberge est renvoyée à Tolède, mais Thierry conserve sa dot. Brunehaut et Théodeline auraient « monté Thierry contre Ermenberge ». Cela provoque une réaction de Wittéric qui conclut une série de pactes avec plusieurs voisins de Thierry : Thibert II d'Austrasie, Clotaire II de Neustrie, et Agilulf, roi des Lombards. Il semble y avoir eu des combats entre Wisigoths et Francs aux limites de la Septimanie, mais apparemment sans grandes conséquences. Isidore de Séville, contemporain des évènements et auteur d'une histoire des Wisigoths (Historia Gothorum), n'en parle même pas. La Chronique de Frédégaire indique que « Thierry eut vent de leur alliance, mais la traita avec mépris. »

### La guerre contre Thibert

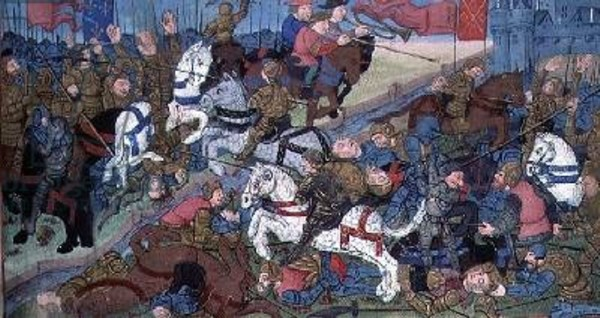
Scène de guerre entre Thierry II (roi) et Thibert II, son frère. Grandes Chroniques de France, XVe siècle.

Les dernières années 610 sont marquées par la guerre entre les deux frères. L'enjeu est au départ la possession de l'Alsace, attribuée à Thierry en 595.
Thibert est vainqueur en 610 ; Thierry lui cède l'Alsace lors de l'entrevue de Seltz. Thierry fait alors alliance avec Clotaire II, en lui promettant la restitution de la partie de la Neustrie accaparée par Thibert. Au mois de mai 612, il remporte la victoire lors des batailles de Toul et de Tolbiac (actuelle Zülpich, près de Cologne).
Il s'attribue le royaume d'Austrasie, après l'élimination de Thibert et de son fils Mérovée.

### Roi de Burgondie et d'Austrasie
Cette période est de courte durée : Thierry meurt en 613, soit empoisonné, soit de dysenterie, laissant son royaume à son fils aîné Sigebert II, qui ne règne guère puisqu'il est capturé avec son frère Chramn et exécuté avec lui sur ordre de Clotaire II, ainsi que la reine Brunehaut.
Mérovée, qui est le filleul de Clotaire II, échappe à la mort, mais est enfermé dans un monastère colombanien pour le restant de ses jours.
Le royaume franc se trouve alors réunifié par Clotaire II.

## Postérité: le prince Childebert
En ce qui concerne Childebert, le quatrième fils de Thierry, son sort n'est pas connu avec certitude. Il est peut-être mort en 645 et serait l'ancêtre de la maison de Rochechouart, à laquelle appartient Madame de Montespan, favorite de Louis XIV[Information douteuse].

## Sources
Parmi les ouvrages écrits à une date proche des événements, la principale est la Chronique de Frédégaire, mais certaines « Vies de saints » sont utilisées, notamment la Vie de saint Colomban.

### Ouvrages généraux sur le Haut Moyen Âge
- Noëlle Deflou-Leca, Alain Dubreucq (dir.), Sociétés en Europe mi VIe-fin IXe siècles, Atlande, coll. Clefs Concours, 2003, pages 406-411 (fiche biographique : « Brunehaut »).
- Stéphane Lebecq, Les Origines franques, Points/Seuil, 1990, pages 105-119 (première partie, chapitre 5 : « La faide royale (561-603) »).

### Biographies de Brunehilde/Brunehaut
- Bruno Dumézil, La reine Brunehaut, Paris, Fayard, 2008  (ISBN 978-2-213-63170-7).
- Roger-Xavier Lantéri, Brunehilde : la première reine de France, Perrin, Paris, 1995  (ISBN 2-7028-1396-8).